# De kronieken van Mars
De kronieken van Mars is een bundel sciencefictionverhalen geschreven door Ray Bradbury.
De schrijver schreef een aantal losse korte verhalen met als centraal thema ruimtereizen naar Mars en de nasleep daarvan. In voorspraak van de Amerikaanse uitgever kreeg de schrijver het advies de verhalen te bundelen nadat enkele toegevoegde verhaallijnen de overgang tussen de verhalen samen bonden. De verhalen overspannen de periode januari 1999 tot en met oktober 2026. Die periode omvat de start van de eerste Marsmissie, kennismaking met de Martianen, de genocide op de Martianen, de Derde Wereldoorlog en vernietiging van de Aarde met als gevolg de ondergang van de mensen op Mars.
Zestien verhalen werden in 1964 door Uitgeverij Het Spectrum als Prisma Pockets gebundeld onder catalogusnummer 940 uitgebracht onder de titel De laatste Martiaan; de kaft werd ontworpen door Eppo Doeve.
In 1974 volgde bij dezelfde uitgever (catalogusnummer 1657) een uitgebreidere versie met 28 verhalen met de kaft van Alfons Koppelman; kostprijs 5 Nederlandse guldens.
Drie verhalen werden in 1980 bewerkt tot een driedelige televisieserie met in een van de hoofdrollen Rock Hudson; in 1982 uitgezonden door de AVRO. 

## De verhalen
| Bladzijde | Titel verhaal                                    | Vertaler   | De laatste Martiaan |
| --------- | ------------------------------------------------ | ---------- | ------------------- |
| 7         | januari 1999: Raketzomer                         | Suurmeijer |                     |
| 7         | februari 1999: Ylla                              | Baars      | x                   |
| 19        | augustus 1999: De zomeravond                     | Suurmeijer |                     |
| 21        | augustus 1999: De Aardmensen                     | Baars      | x                   |
| 35        | maart 2000: De belastingbetaler                  | Suurmeijer |                     |
| 36        | april 2000: De derde expeditie                   | Baars      | x                   |
| 51        | juni 2001: De laatste Martiaan                   | Baars      | x                   |
| 75        | augustus 2001: De kolonisten                     | Suurmeijer |                     |
| 75        | december 2001: De groene ochtend                 | Suurmeijer |                     |
| 80        | februari 2002: De sprinkhanen                    | Suurmeijer |                     |
| 81        | augustus 2002: Nachtelijke ontmoeting            | Suurmeijer |                     |
| 89        | oktober 2002: Het strand                         | Suurmeijer |                     |
| 90        | november 2002: De vuurballonnen                  | Suurmeijer |                     |
| 109       | februari 2003:Intermezzo                         | Suurmeijer |                     |
| 109       | april 2003: De musici                            | Suurmeijer |                     |
| 111       | mei 2003: De wildernis                           | Baars      | x                   |
| 119       | juni 2003: Uittocht                              | Baars      | x                   |
| 131       | mei 2004: Donkere huid en gouden ogen            | Baars      | x                   |
| 144       | 2004-2005: De naamgeving                         | Suurmeijer |                     |
| 145       | april 2005: De tweede val van het huis van Usher | Suurmeijer |                     |
| 161       | augustus 2005: De bejaarden                      | Suurmeijer |                     |
| 161       | september 2005: De Martiaan                      | Suurmeijer |                     |
| 174       | november 2005 : De kofferwinkel                  | Suurmeijer |                     |
| 175       | november 2005: Het stille seizoen                | Suurmeijer |                     |
| 186       | november-december 2005: De stille steden         | Baars      | x                   |
| 198       | april 2026: De lange jaren                       | Suurmeijer |                     |
| 208       | augustus 2026: Het klokhuis                      | Suurmeijer |                     |
| 215       | oktober 2026: De lange vakantie                  | Baars      | x                   |